# Локалита Продутива Олмео (Падова)
Локалита Продутива Олмео је насеље у Италији у округу Падова, региону Венето.
Према процени из 2011. у насељу је живело 36 становника. Насеље се налази на надморској висини од 16 м.